# NGC 2043
NGC 2043 је расејано звездано јато у сазвежђу Трпеза које се налази на NGC листи објеката дубоког неба.
Деклинација објекта је - 70° 4' 28" а ректасцензија 5h 35m 57,3s. Привидна величина (магнитуда) објекта NGC 2043 износи 9,6. NGC 2043 је још познат и под ознакама ESO 56-SC168.